# Дубовруччя
Дубовруччя (біл. вёска Дубовручье) — село в складі Червенського району Мінської області, Білорусь. Село підпорядковане Рованичівській сільській раді, розташоване в центральній частині області.